# Max Ariowitsch

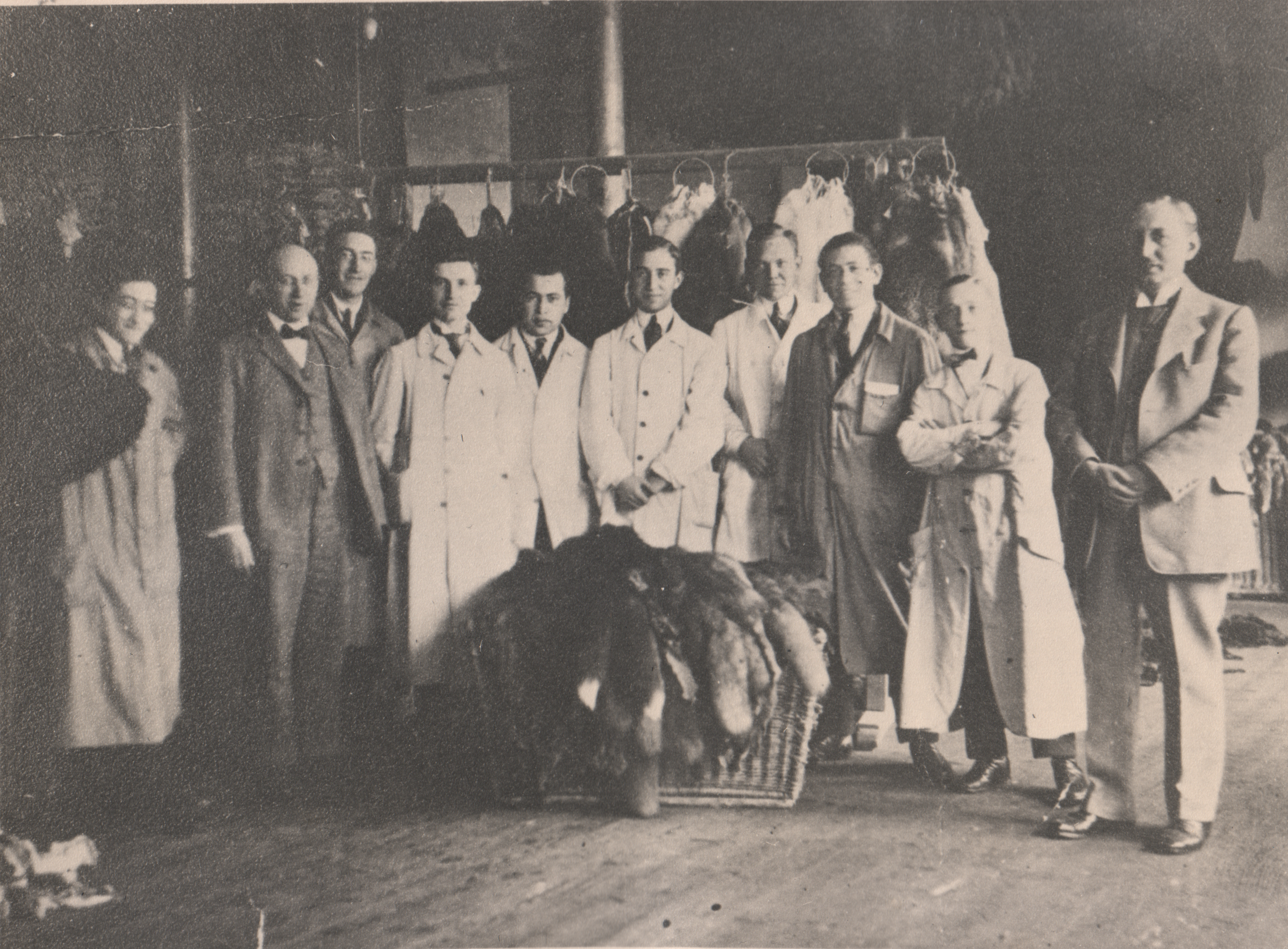
Max Ariowitsch (ganz links) in einer Gruppe Rauchwarenhändler

Marcus „Max“ Ariowitsch (* 26. September 1880 in Leipzig; † 17. März 1969 in New York) war ein deutsch-britischer Rauchwarenhändler (Pelzhändler) und Stifter.

## Leben
Als Sohn des Rauchwarenhändlers Julius (Judel) Ariowitsch (1855–1908) und Louise Hepner (* 12. Juli 1856 im damals preußischen Meseritz; † 19. Juli 1939 in Paris), Tochter des Rauchwarenhändlers Mendel Hepner, noch vor 1870 mit ihrer Familie nach Leipzig übergesiedelt, wurde Max Ariowitsch 1880 in Leipzig geboren. Von 1891 bis 1897 besuchte er das Königliche Gymnasium seiner Vaterstadt. Sein Vater stammte aus Slonim in Weißrussland, dieser zog 1877 nach Leipzig und begründete im gleichen Jahr eine Rauchwarenfirma am Brühl 71, im alten Gasthaus Zum Blauen Harnisch, in dessen Vorgängerbau die Juden eine Betstube hatten. Die Eintragung in das Handelsregister erfolgte jedoch erst am 17. Juni 1892. Schon Max Ariowitschs Großvater, Mordechai Ariowitsch, führte in Weißrussland einen Rauchwarenhandel und war regelmäßiger Besucher der Leipziger Messe.
Max Ariowitsch erhielt 1902 die britische Staatsbürgerschaft. 1904 wurde er zusammen mit seinem Schwager Hermann Halberstam (* 1864 in Brody, † 1941, Dr. jur., Rechtsanwalt in Wien) Teilhaber in der Pelzhandelsfirma seines Vaters und verantwortlich für die Tochterfirmen in England (Ariowitsch & Jacob Fur Co. Ltd., 1905) und in New York Max Ariowitsch & Co (gegründet 1910). Die amerikanische Firma wurde als deutsches Unternehmen bei Ausbruch des Ersten Weltkriegs zunächst geschlossen und später liquidiert. Die sofort gebildete Ausweichfirma  J. Ariowitsch Corp. bestand ebenfalls nur bis 1919. Erst 1932 kam die Anglo-American Fur Merchants Corp. als ein mit J. Ariowitsch Leipzig, allerdings verdecktes, Unternehmen zustande.
Im einmal weltführenden Pelzhandelszentrum des Leipziger Brühl wurde Max Ariowitsch nach dem Tod seines Vaters einer der mächtigsten und wohlhabendsten Pelzhändler. Nur selten trat er öffentlich in Erscheinung, was ihm den Beinamen Graue Eminenz einbrachte. Er wurde Mitglied der Leipzig-Loge XXXIII. No. 496 B’nai B’rith. 1912 wurde sein Sohn Julius geboren, zwei Jahre später sein Sohn Eduard, genannt Eddie (* 1915; † 12. Februar 1995). Auch Eddie begann seine Laufbahn im Pelzhandel in Leipzig, die Basis seines späteren Schaffens war über 50 Jahre lang New York.
1933, im Jahr der Machtergreifung durch die Nationalsozialisten, verlegte Ariowitsch die geschäftlichen Aktivitäten in die Schwester-Firmen in England und den USA. Ein ehemaliger Mitarbeiter erstattete gegen ihn Anzeige wegen Steuerhinterziehung und Verstößen gegen Devisenbestimmungen, vermutlich aus Verärgerung über eine abgelehnte Beförderung. Zuletzt mussten beide Deutschland verlassen.
Im Jahr 1935 emigrierte er zunächst nach England und nach Ausbruch des Zweiten Weltkriegs 1940 in die USA, wo er seine Firma Anglo-American Fur Merchants Corp. zur zweitgrößten amerikanischen Rauchwarenfirma ausbaute. Vor seinem Tod am 17. März 1969 lebte er zurückgezogen in New York 1, 135 W, 30. Street. Sohn Eduard (* 1914) führte das New Yorker Unternehmen weiter, Sohn Julius (* 1912) leitete die Sociéte de Pelleteries (J. Ariowitsch), 3 Cité Paradis, 3, 75 Paris. Louise Ariowitsch emigrierte 1937 im hohen Alter vor der zunehmenden Verfolgung und Diskriminierung in der Zeit des Nationalsozialismus nach Paris, wo sie am 19. Juli 1939 starb.
Der persönliche Besitz Max Ariowitschs wurde als „englisches Vermögen“ im Versteigerungshaus Hans Klemm, Große Fleischergasse 19, eingelagert, wo es beim Bombenangriff am 27. Februar 1945 größtenteils vernichtet wurde. Das übrig gebliebene kostbare Wohnzimmer und 14 Bilder wurden der Israelitischen Religionsgemeinde Leipzig 1950 als Schenkung überlassen.
Die deutsche Firma am Brühl wurde 1941/42 zwangsliquidiert, das Vermögen wurde von der Reichsfinanzverwaltung übernommen und am 11. Dezember 1943 wurde ein „Verwalter des Feindvermögens Ariowitsch“ eingesetzt. Der Warenbestand der Firma betrug in der Regel 5 bis 6 Millionen Reichsmark, nach der letzten Bilanz vom 31. Dezember 1940 waren es noch 636.981,16 Mark. Die Geschäftsräume hatte Max Ariowitsch nur gemietet, er besaß jedoch einige Häuser. Den Krieg überstand nur die Färberstraße 11, wo sich vorher die von der SA am 9. November 1938 zerstörte Familiensynagoge befand, sowie das zur Stiftung gehörende Altenheim. Die Ariowitsch-Villa, Karl-Tauchnitz-Straße 14, und das Mehrfamilienhaus Ferdinand-Rhode-Straße fielen am 4. Dezember 1943 einem Bombenangriff zum Opfer. Das Grundstück mit Wohnhaus Ritterstraße 44/48, an dem er zur Hälfte beteiligt war, überließ die Reichsfinanzverwaltung für 200.000 Mark der bekannten Leipziger Familie Oskar Seifert, die es nach dem Krieg am 17. April 1946 zu einem nicht ausgewiesenen Preis an die sowjetische Regierung verkaufte. Das Unternehmen wurde am 4. Mai 1998 nach Anträgen der Söhne aus dem Handelsregister Leipzig gestrichen.

## Julius-Ariowitsch-Stiftung

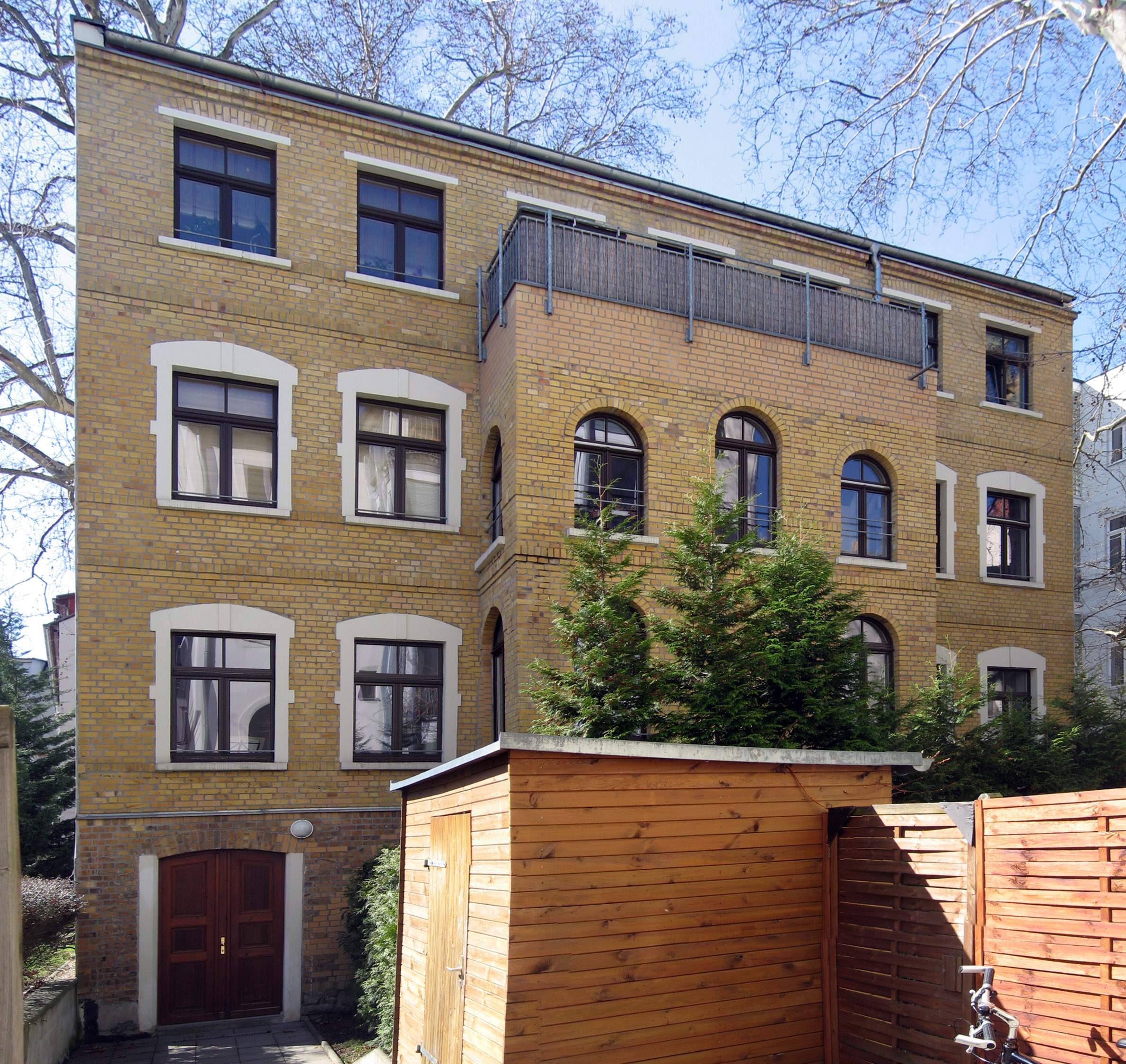
Gebäude der ehemaligen Beth-Jehuda-Synagoge (2010)

Nach dem plötzlichen Tod seines Vaters Julius Ariowitsch am 22. November 1908 fassten Max Ariowitsch, seine Mutter Louise und seine Schwester Toni den Entschluss, den Namen ihres Vaters und Ehemannes in besonderer Weise zu ehren. 1915 kaufte Louise Ariowitsch das Grundstück Färberstraße 11, in dem sie wohnte, und ließ das Hofgebäude zu einem Bet- und Lehrhaus umbauen. 1921 wurden diese Räume zur Beth-Jehuda-Synagoge – umgangssprachlich auch „Ariowitsch-Synagoge“ genannt – erweitert. In den 1920er Jahren fasste man den Plan, ein Israelitisches Altenheim zu errichten. Louise Ariowitsch erwarb das Baugrundstück in der damaligen Auenstraße 14 (heute Hinrichsenstraße), und man beauftragte den Leipziger Architekten Emil Franz Hänsel (1870–1943) mit dem Bau des Altenheimes, der in die Zeit der Weltwirtschaftskrise fiel. Deshalb konnte der Bau auch nicht wie geplant zu Ende geführt werden, das Hintergebäude blieb ein Rohbau.
Um den Bau finanzieren zu können, errichteten Max Ariowitsch, seine Mutter Louise und sein Schwager Hermann Halberstam 1930 die auf die Mutter eingetragene Julius-Ariowitsch-Stiftung, die ausdrücklich dem Andenken an seinen Vater gewidmet wurde. Die Verwaltung oblag der Israelitischen Gemeinde. Am 17. Mai 1931 wurde das Israelitische Altenheim eröffnet. Der Innenausbau des Hintergebäudes konnte erst Anfang 1938 beendet werden. Danach erfolgte bis 1940 der Ausbau des Dachgeschosses, nach dessen Abschluss im Altenheim 92 jüdische Menschen lebten. Sämtliche Insassen erhielten freie Wohnung und Bedienung, mittellose auch freie Verpflegung und ein Taschengeld. Für viele Leipziger Juden bedeutete das Haus nach 1938 die letzte Zuflucht. Am 19. September 1942 wurden die 350 Heimbewohner nach Theresienstadt deportiert und das Grundstück von der Gestapo beschlagnahmt.
Nach Kriegsende wurden im April 1945 amerikanische Besatzungstruppen im Gebäude einquartiert, danach nutzte es die sowjetische Besatzungsmacht. Die sächsische Landesregierung übertrug das Grundstück im Juli 1948 der Israelitischen Religionsgemeinde zu Leipzig als Eigentum. Da diese das Gebäude nicht mit eigenen Mitteln unterhalten konnte, vermietete sie es als Altenheim an die Stadt Leipzig unter der Maßgabe, „dass 10 Plätze für jüdische Menschen freizuhalten sind“ und ab 1997 für zwei Jahre an das Diakonische Werk als Interimsunterkunft für das Martha-Haus.
Es folgten in den Jahren 2001 bis 2002 die Planungen zur Schaffung des Begegnungs- und Kulturzentrums der Israelitischen Religionsgemeinde zu Leipzig durch die Architekturbüros Weis & Volkmann Leipzig und arch42 Ernst Scharf Berlin, deren Entwurf im Oktober 2001 den Zuschlag für die Neugestaltung erhalten hatten. Die Umbauarbeiten, die 2002 beginnen sollten, verzögerten sich aufgrund von Klagen, so dass die Einweihung erst am 15. Mai 2009 stattfinden konnte. Seit dem 19. September 2022 erinnern vor dem Kultur- und Begegnungszentrum Ariowitsch-Haus Namen auf den Eingangsstufen an die vor 80 Jahren deportierten Bewohner des Altenheims.